# Cheumatopsyche amboinica
Cheumatopsyche amboinica är en nattsländeart som först beskrevs av Navás 1928.  Cheumatopsyche amboinica ingår i släktet Cheumatopsyche och familjen ryssjenattsländor. Inga underarter finns listade i Catalogue of Life.